# Bossiaea spinescens
Bossiaea spinescens är en ärtväxtart som beskrevs av Meissner. Bossiaea spinescens ingår i släktet Bossiaea och familjen ärtväxter. Inga underarter finns listade i Catalogue of Life.